# Canonic
Canonic (din latină canonicus prin franceză canonique) este un preot catolic sau anglican care face parte din consiliul episcopal, respectiv superiorul unei catedrale.